# Kodeks Egberta

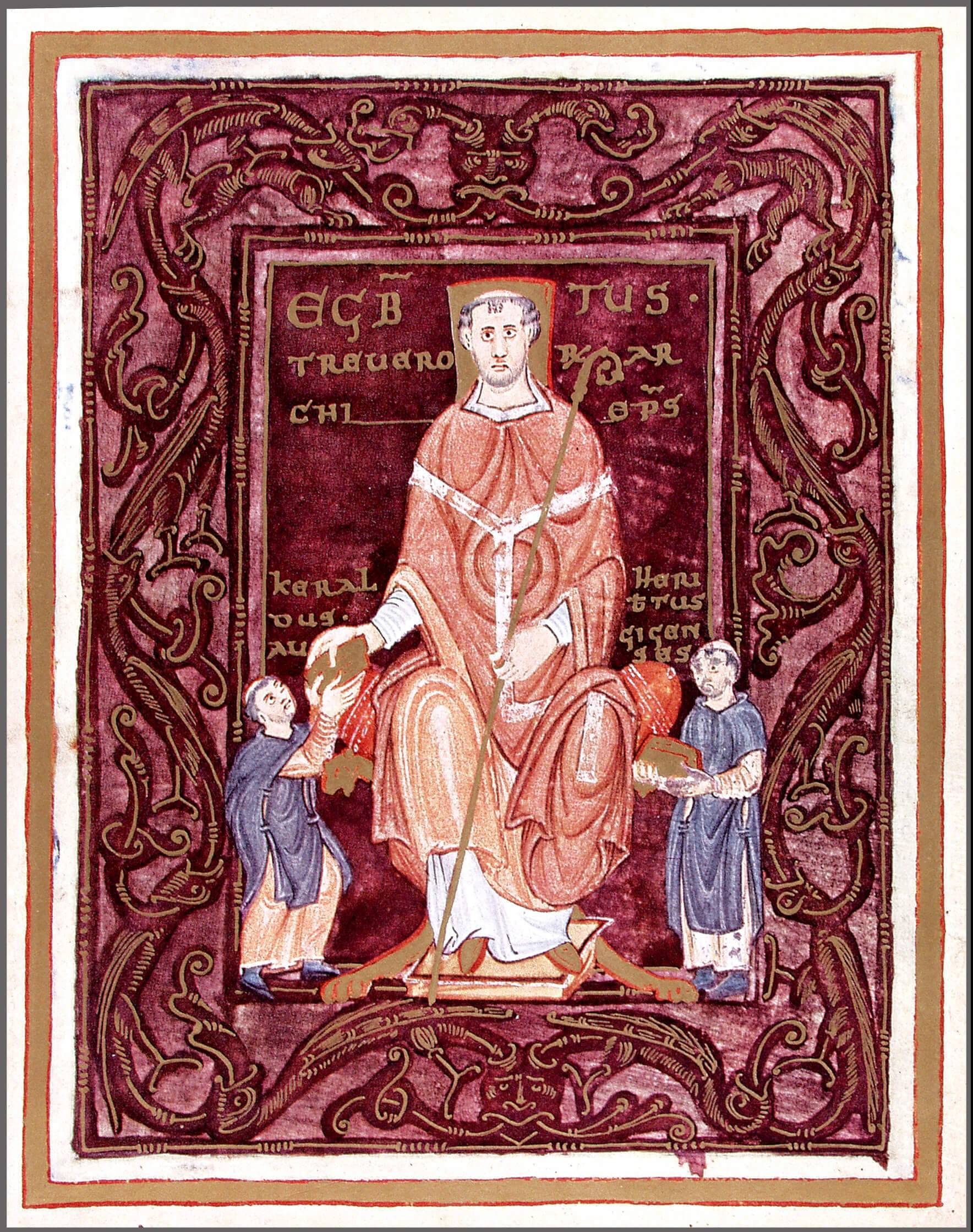
Miniatura przedstawiająca Egberta oraz mnichów Keralda i Heriberta

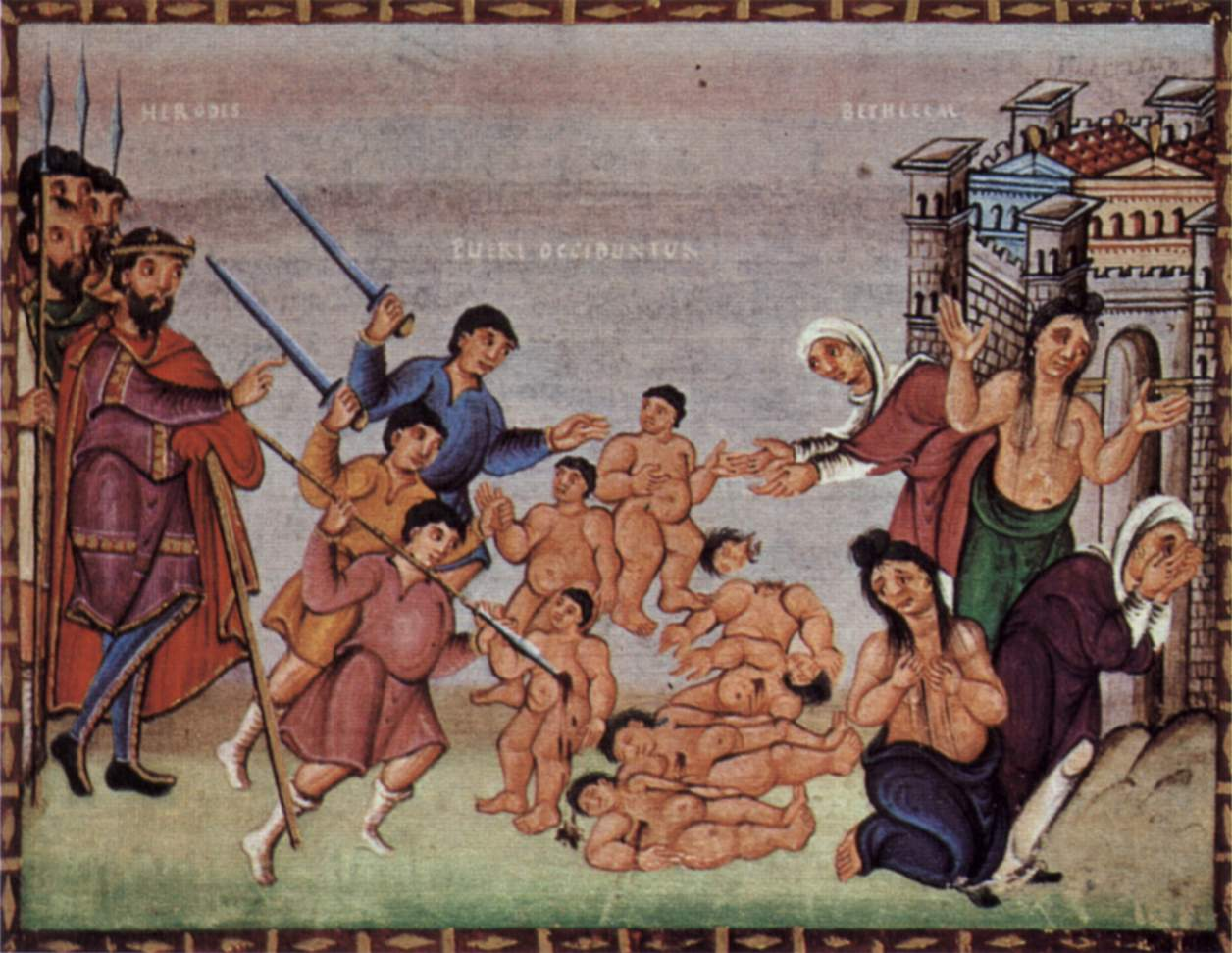
Miniatura ze sceną rzezi niewiniątek

Kodeks Egberta (Codex Egberti, Ewangelistarz Egberta) – ottoński rękopis, będący zbiorem perykop. Obecnie przechowywany jest w Bibliotece Miejskiej (niem. Stadtbibliothek) w Trewirze (Ms. 24).
Manuskrypt należy do zespołu manuskryptów, nazywanych umownie grupą Ruodprechta, a ufundowanych przez biskupa Trewiru Egberta pod koniec X wieku. Do zespołu tego należą także m.in. Registrum Gregorii oraz Psałterz Egberta. Jako miejsce powstania Kodeksu Egberta oraz całej grupy wskazuje się często skryptorium w klasztorze Reichenau, ale inne hipotezy wskazują na któryś z klasztorów w Trewirze.
Autorzy nie są znani z imienia; nie jest również znana ich liczba. Prawdopodobnie było ich trzech. Kilka pierwszych scen z Nowego Testamentu przypisywanych jest tzw. Mistrzowi Registrum Gregorii.
Wyjątkowy charakter ma przedstawienie siedzącego na tronie i ukazanego na wprost Egberta, przyjmującego kodeks od mnichów Keralda i Heriberta – taka poza była bowiem dotychczas zarezerwowana dla Chrystusa lub świętego; spośród ludzi na wprost, ale w pozycji stojącej, ukazywano tylko cesarza. Fundatorów natomiast przedstawiano z boku, na stojąco. Zdaniem Skubiszewskiego wolno przypuszczać, że Egbert jako pierwszy z biskupów sięgnął po schemat wyobrażenia dotychczas przysługujący Zbawicielowi, Marii, świętym i cesarzom. Kodeks zawiera również iluminacje z przedstawieniami ewangelistów, 51 scen z życia Chrystusa i Maryi, ozdobne inicjały i strony incipitowe.
Autorzy manuskryptu oparli się na wzorcach późnoantycznych oraz bizantyńskich, tworząc dzieło charakteryzujące się pełnią cech sztuki ottońskiej. Postacie z cyklu nowotestamentowego ukazane są na tle dużych, neutralnych płaszczyzn, w bliżej nieokreślonej przestrzeni. Pojedyncze elementy, takie jak drzewa czy zarysy miast, są ze sobą niezwiązane. W celu lepszej identyfikacji, poszczególne sceny i osoby opatrzone są inskrypcjami. Wizerunki ludzi budowane są z miękkich form, obwiedzionych wyraźnym konturem. Kompozycja scen cechuje się przejrzystością.